# Rafik Schami
Rafik Schami, arabul: رفيق شامي (született Suheil Fadel, arabul: سهيل فاضل, Damaszkusz, 1946. június 23. –) szír–német író, PhD vegyész. A Rafik Schami írói álnév, jelentése Damaszkusz barátja.

## Élete
Rafik Schami damaszkuszi keresztény-arámi kisebbségi családból származik, Észak-Libanonban tanult bentlakásos jezsuita iskolában. Utána Damaszkuszban tanult kémiát, matematikát és fizikát. Már 19 éves korában az irodalom elkötelezettje volt, ő alapította és irányította 1966-ban a damaszkuszi óváros faliújságját, az Al-Muntalakot (dt. Kiindulási pont), amelyet 1969-ben betiltottak.
1970-ben elhagyta szülőhazáját, Szíriát, először Libanonba szökött egyrészt a katonai szolgálat elől, másrészt mivel úgy érezte, a cenzúra megfojtja. 1971-ben emigrált a Német Szövetségi Köztársaságba, majd Heidelbergben folytatta a kémiai tanulmányait, 1979-ben diplomázott. Tanulmányai mellett gyári kisegítőmunkásként dolgozott, valamint munkát vállalt áruházakban, éttermekben és építkezéseken. Számos írása jelent meg újságokban, antológiákban, kezdetben arab nyelven írt, 1977-től pedig német nyelven. 1978-ban jelent meg az első német nyelvű könyve, Andere Märchen (Más mesék) címmel. 1980-ban a „Südwind” irodalmi társaság és a PoLiKunst-Verein (Multikulturális Irodalmi- és művészeti egyesület) társalapítója volt. 1982 óta szabadúszó író Rajna-vidék-Pfalzban. 1980-tól 1985-ig Rafik Schami társkiadója volt a „Südwind-Gastarbeiterdeutsch” és a „Südwind-Literatur” sorozatnak (összesen 13 kötet). 
Rafik Schami az egyik legsikeresebb kortárs német szerző. Műveit számos irodalmi díjjal tüntették ki. Sikere az elbeszélő, mesélős stílusában rejlik. Schami könyvei egymillió példányban fogytak el a dtv 2005-ös januári kimutatása szerint, amely kiváló bizonyítéka annak, hogy a német olvasóközönség körében nagyon népszerű. 
Rafik Schami már hosszú ideje a palesztinok és az izraeliek megbékélésén fáradozik, minden lehetőséget kihasznál, kongresszusokon vesz részt, esszéket ír, valamint kiadta gyűjteményét Angst im eigenen Land (2001) címmel, amely a palesztin–izraeli konfliktusról szól. A 2004-es Frankfurti Könyvvásáron élesen kritizálta az arab világot, különösen az arab országokban élő írók helyzetét.
Schami kettős állampolgár, Szíria és Németország állampolgára. 1990-ben ismerte meg az illusztrátorként és szerzőként dolgozó Root Leebet, akivel 1991-ben házasságot kötött. Egy fiuk született. Root Leeb illusztrálta számos könyvét, ő tervezte a dtv Verlagsgesellschaft kiadásában megjelent Schami művek borítóját, egyedi arculatot adva nekik. Fiuk, Emil Fadel (* 1992), a Martha-Saalfeld-förderpreis díj elnyerésével 2014-ben vált elismert íróvá.
2010-ben Schami a Kassel Egyetem Grimm-testvérek professzora lett. Előadásaiban az elbeszélő stílussal foglalkozik. Elődei többek között az irodalmi Nobel-díjas Herta Müller, valamint Christoph Hein és Klaus Harpprecht voltak.

## Irodalmi jelentősége

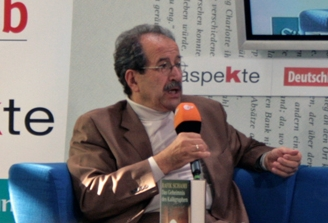
Rafik Schami, 2008

Szofia – első regénye, amely magyar nyelven is megjelenik. Az izgalmas és szórakoztató regény az író szülővárosában, Damaszkuszban játszódik, az arab tavaszt megelőző történelmi pillanatokban. Elsőrangú kémregény, és egyúttal romantikus történet nőkről, az érzelmek erejéről, az időskori szerelemről. A szerző felidézi a Közel-Keletnek a háborúk poklában elpusztult világát, mégsem nosztalgikus: kíméletlen képet fest a korrupcióval, erőszakkal átitatott, vallási fanatizmustól tépett Szíriáról.

## Díjak
- 1985 Adelbert-von-Chamisso-díj (életmű)
- 1986 Thaddäus-Troll-díj (Német Szövetségi Köztársaság)
- 1987 A blaue Brillenschlange (Svájc)
- 1987 tiszteletbeli állami díj (Ausztria, életmű)
- 1987 Preis der Leseratten (ZDF)
- 1987 La vache qui lit / Zürich Kinderbuchpreis (Svájc)
- 1989 Smelik-Kiggen-díj (Holland, életmű)
- 1990 Preis der Leseratten (Németország)
- 1990 Phantastik-Preis der Stadt Wetzlar
- 1991 Mildred L. Batchelder-díj (USA)
- 1993 Adelbert-von-Chamisso-díj
- 1994 Hermann Hesse-díj
- 1995 Deutschen schallplattenkritik-díj (Németország)
- 1996 Prix de Lecture à deux voix 96 (Franciaország)
- 1996 Deutschen Schallplattenkritik-díj (Németország)
- 1997 Storytelling World Award (USA)
- 1997 Hans-Erik-Nossack-Preis (életmű)
- 1999 Buch der Deutschen Schallplattenkritik (Németország)
- 2003 Weilheimeri Irodalmi-díj
- 2003 Művészeti díj, A Rajna-vidék-Pfalz
- 2007 Nelly-Sachs-díj
- 2009 Év Könyve-díj
- 2010 IPPY aranymedál
- 2010 Grimm-testvérek professzora , Kasseli Egyetem
- 2011 Georg K. Glaser-díj
- 2011 Felejtés Elleni-díj – Demokráciáért
- 2012 A Város. Egy Könyv-díj (Bécs)
- 2015 Hermann-Sinsheimer-díj (Freinsheim)
- 2015 Egy könyv. Egy város- díj (Köln)
- 2015 Grosser Preis der Akademie für Kinder- und Jungendliteratur (gyerek- ifjúsági irodalmi akadémiai nagydíj)
- 2016 Goldene Zeile- díj, a német újságírószövetség (DJV), Bezirk Pfalz[15]
- 2018 Elisabeth-Langgässer irodalmi díj

## Művei
- Luki, das Abenteuer eines kleinen Vogels, Fischer, Göttingen, 1983, ISBN 3-439-82826-3
- Das Schaf im Wolfspelz. Märchen und Fabeln. Illustrationen von Barbara Rieder. Pad, Dortmund, 1982, ISBN 3-88515-030-1 (= Das andere Märchen, Band 1); Neuer Malik Verlag, Kiel 1986, ISBN 3-89029-158-9; dtv 11026, München, 1989, ISBN 3-423-11026-0
- Das letzte Wort der Wanderratte. Märchen, Fabeln und phantastische Geschichten. Illustriert von Erika Rapp, Neuer Malik Verlag, Kiel, 1984, ISBN 3-89029-153-8 (= Südwind-Literatur); dtv 10735, München, 1987, ISBN 3-423-10735-9
- Weshalb darf Babs wieder lachen? Fischer, Göttingen, 1985, ISBN 3-439-82003-3 (= Göttinger Gänseliesel-Bücher)
- Der Fliegenmelker und andere Erzählungen aus Damaskus. Das Arabische Buch, Berlin, 1985; dtv 11081, München, 1989, ISBN 3-423-11081-3
- Der erste Ritt durchs Nadelöhr: noch mehr Märchen, Fabeln & phantastische Geschichten. Illustriert von Erika Rapp. Neuer Malik Verlag, Kiel 1985, ISBN 3-89029-156-2 (= Südwind-Literatur); dtv 10896, München, 1988, ISBN 3-423-10896-7
- Der Kameltreiber von Heidelberg. Ein Hörspiel und die Geschichten „Der Schmetterling“ und Bobo und Susu: als der Elefant sich in eine Maus verliebte. Illustriert von Erika Rapp. Jungbrunnen, Wien / München, 1986. ISBN 3-7026-5588-3
- Verrückt zu sein ist gar nicht so einfach. 1 MC, Network-Medien-Cooperative, Frankfurt am Main, 1987
- Malula: Märchen und Märchenhaftes aus meinem Dorf. Neuer Malik Verlag, Kiel, 1987, ISBN 3-89029-161-9; dtv 11219, München, 1990, ISBN 3-423-11219-0 (überarbeitet ab der 6. Auflage 1994 als Märchen aus Malula erschienen)
- Eine Hand voller Sterne. Beltz, Weinheim, 1987, ISBN 3-407-80822-4; dtv, München, 1995, ISBN 978-3-423-11973-3
- Die Sehnsucht fährt schwarz: Geschichten aus der Fremde. dtv 10842, München, 1988, ISBN 3-423-10842-8
- Erzähler der Nacht. Beltz, Weinheim, 1989, ISBN 3-407-80038-X; als Hörbuch gelesen von Felix von Manteuffel, illustriert von Dorothea Göbel. Beltz & Gelberg, Weinheim, 2006, ISBN 3-407-80978-6.; dtv, München, 1994, ISBN 978-3-423-11915-3
- Der Wunderkasten. Illustriert von Peter Knorr. Beltz, Weinheim, 1990, ISBN 3-407-80363-X; als Hörbuch: Rafik Schami erzählt: Der Wunderkasten. 1 MC, Beltz & Gelberg, Weinheim / Basel, 1990, ISBN 3-407-80373-7
- Der fliegende Baum. Die schönsten Märchen, Fabeln und phantastischen Geschichten. Illustriert von Root Leeb, Neuer Malik Verlag, Kiel, 1991, ISBN 3-89029-066-3
- Vom Zauber der Zunge. Reden gegen das Verstummen. Im Waldgut, Frauenfeld, 1991, ISBN 3-7294-0071-1 (= Der Bärenhüter Im Waldgut); dtv 12434, München 1998, ISBN 3-423-12434-2
- Der ehrliche Lügner. Roman von tausendundeiner Lüge. Beltz & Gelberg, Weinheim / Basel, 1992, ISBN 3-407-78987-4; dtv 12203, München 1996, ISBN 3-423-12203-X
- Der Fliegenmelker: Geschichten aus Damaskus. Illustriert von Root Leeb; Neuer Malik Verlag, Kiel, 1993, ISBN 3-89029-080-9
- Das ist kein Papagei. Illustrationen von Wolf Erlbruch. dtv 63020, München, 1994, ISBN 3-423-62020-X
- Zeiten des Erzählens Herausgegeben von Erich Jooß, Herder, Freiburg im Breisgau / Basel / Wien, 1994, ISBN 3-451-04259-2 (= Herder-Spektrum, Band 4259)
- Der brennende Eisberg. Eine Rede, ihre Geschichte und noch mehr. Waldgut, Frauenfeld, 1994, ISBN 3-7294-0204-8 (= Bärenhüter im Waldgut)
- Schulgeschichten. Deutschlehrer am Gymnasium Weilheim, 1995 (= Weilheimer Hefte zur Literatur, Band 41)
- Reise zwischen Nacht und Morgen. Hanser, München / Wien, 1995, ISBN 3-446-17864-3; dtv 62083, München, 1995, ISBN 3-423-62083-8
- Loblied und andere Olivenkerne. Hanser, München, 1996, ISBN 3-446-18638-7
- Die Sehnsucht fährt schwarz. Geschichten aus der Fremde. dtv 10842, München, 1996, ISBN 3-423-10842-8
- Gesammelte Olivenkerne. Aus dem Tagebuch der Fremde. Illustriert von Root Leeb, Hanser, München / Wien, 1996, ISBN 3-446-18638-7; dtv 12771, München, 1997, ISBN 3-423-12771-6
- Hürdenlauf oder von den unglaublichen Abenteuern, die einer erlebt, der seine Geschichte zu Ende erzählen will. Rede in der Johann-Wolfgang-Goethe-Universität, Frankfurt am 28. Juni 1996 mit Werkverzeichnis und Literatur zum kinder- und jugendliterarischen Werk. Freundeskreis des Instituts für Jugendbuchforschung der Johann-Wolfgang-Goethe-Universität Frankfurt am Main, 1996 (Jahresgabe des Freudenkreises)
- Milad. Von einem der auszog, um einundzwanzig Tage satt zu werden. Hanser, München, 1997, ISBN 3-446-19129-1
- Der erste Kuss nach drei Jahren. dtv 8370, München, 1997, ISBN 3-423-08370-0 (Teilausgabe von: Die Sehnsucht fährt schwarz)
- Der erste Ritt durchs Nadelöhr. Noch mehr Märchen, Fabeln & phantastische Geschichten. dtv 10896, München, 1998, ISBN 3-423-10896-7
- Erich Jooß (Hrsg.): Damals dort und heute hier. Über Fremdsein. Herder, Freiburg im Breisgau, 1998, ISBN 3-451-04609-1 (Es handelt sich um ein „biographisches“ Gesprächsbuch, einen Gedankenaustausch per Telefax, die Fragen stellte Erich Jooß)
- Albin und Lila. Illustriert von Els Cools & Oliver Streich, NordSüd Gossau / Zürich / Hamburg / Salzburg, 1999, ISBN 3-314-00988-7 (Kinderbuch)
- mit Uwe-Michael Gutzschhahn: Der geheime Bericht über den Dichter Goethe. Wie er eine Prüfung auf einer arabischen Insel bestand. Hanser, München, 1999, ISBN 3-446-19639-0; dtv 62068, München, 2001, ISBN 3-423-62068-4
- Sieben Doppelgänger. Hanser, München / Wien, 1999, ISBN 3-446-19680-3; dtv 12936, München, 2001, ISBN 3-423-12936-0
- als Herausgeber: Wie kam die Axt in den Rücken des Zimmermanns. Mörderische Geschichten über Handwerker und andere Dienstleister. Sanssouci, München, 1999, ISBN 3-7254-1136-0 (Erzählungen von Franz Hohler, Ulrich Knellwolf, Michael Krüger)
- Zeiten des Erzählens. Mit neuen zauberhaften Geschichten. Herausgegeben von Erich Jooß, Herder, Freiburg, 2000, ISBN 3-451-04997-X (= Herder-Spektrum, Band 4997)
- Die Sehnsucht der Schwalbe. Roman. dtv 62195, München, 2000, ISBN 3-423-62195-8.
- Angst im eigenen Land. Israelische und palästinensische Schriftsteller im Gespräch. Essays Nagel & Kimche, Zürich, 2001, ISBN 3-312-00281-8
- Die Farbe der Worte. Geschichten und Bilder. illustriert von Root Leeb. ars vivendi, Cadolzburg, 2002, ISBN 3-89716-364-0: als Hörbuch: Die Farbe der Worte. Kalendergeschichten. DHV – Der Hörverlag, ISBN 3-89584-905-7 (2 CDs)
- Mit fremden Augen. Tagebuch über den 11. September, den Palästinakonflikt und die arabische Welt. Palmyra, Heidelberg, 2002, ISBN 3-930378-44-2; Taschenbuchausgabe: dtv 13241, München, 2004, ISBN 3-423-13241-8
- mit seiner Schwester Marie Fadel: Damaskus, der Geschmack einer Stadt. Sanssouci, München, 2002, ISBN 3-7254-1236-7
- Wie ich Papa die Angst vor Fremden nahm. Hanser, München, 2003, ISBN 3-446-20331-1
- Das grosse Rafik Schami Buch. Illustrationen von Root Leeb, dtv 62150, München, 2003, ISBN 3-423-62150-8; NA dtv 62418, München, 2009, ISBN 978-3-423-62418-3
- Die schönsten Märchen. Hanser, München, 2003, ISBN 3-446-20343-5
- Die dunkle Seite der Liebe. Hanser, München, 2004, ISBN 3-446-20536-5; dtv, München 2010, ISBN 978-3-423-21224-3. Als Hörbuch, gelesen von Andrea Hörnke-Triess, Markus Hoffmann und Rafik Schami. Verlag Steinbach sprechende Bücher, ISBN 3-88698-753-1 (21 CD)
- mit dem Duo Pianoworte: Der Schnabelsteher. Hörbuch, gelesen von Helmut Thiele. Audionauten, ISBN 978-3-89830-949-3 (1 CD)
- Damaskus im Herzen und Deutschland im Blick. Hanser, München, 2006, ISBN 3-446-20732-5; dtv, München 2009, ISBN 978-3-423-13796-6
- mit Henrike Wilson (Illustrationen): Der Kameltreiber von Heidelberg. Geschichten für Kinder jeden Alters. Hanser, München 2006, ISBN 3-446-20708-2; dtv 13796, München, 2009, ISBN 978-3-423-13796-6
- als Herausgeber: Lob der Ehe. Ein weltliterarisches Treuebuch, Anthologie. Manesse, Zürich, 2007, ISBN 978-3-7175-2102-0 (= Manesse Bibliothek der Weltliteratur)
- Wie federleichte Liebe einen schweren Bären bewegen kann.. Illustrationen von Barbara Trapp. Verlag am Eschbach, Eschbach im Markgräflerland, 2007, ISBN 978-3-88671-589-3
- Was ich schaffe, überdauert die Zeit. Eine Geschichte von der Schönheit der Schrift. Mit Kalligraphien von Ismat Amiralai, Hanser, München, 2008, ISBN 978-3-446-23043-9
- Das Geheimnis des Kalligraphen. Hanser, München, 2008, ISBN 978-3-446-23051-4; als TB: mit einer Extra-Geschichte Von der Schönheit der Schrift: dtv 13918, München, 2012, ISBN 978-3-423-13918-2 (Paralleltext in arabischer Schrift)
- Die Geburt, eine Weihnachtsgeschichte. Verlag am Eschbach, Eschbach im Markgräflerland, 2008, ISBN 978-3-88671-775-0 (= Eschbacher Minis)
- Eine deutsche Leidenschaft namens Nudelsalat und andere seltsame Geschichten. dtv 14003, München, 2011, ISBN 978-3-423-14003-4
- „Wie sehe ich aus?“ fragte Gott. Illustrationen Sandra Beer. Hansisches Druck- und Verlagshaus, Frankfurt am Main, 2011, ISBN 978-3-86921-075-9 (= Edition Chrismon)
- Die Frau, die ihren Mann auf dem Flohmarkt verkaufte. Hanser, München, 2011, ISBN 978-3-446-23771-1; dtv 14158, München, 2012, ISBN 978-3-423-14158-1
- Das Herz der Puppe. Illustriert von Kathrin Schärer. Hanser, München, 2012, ISBN 978-3-446-23896-1 (Kinderbuch)
- „Hast du Angst?“ fragte die Maus. Beltz, Weinheim, 2013, ISBN 978-3-407-79525-0 (Kinderbuch)
- Der Mut, die Würde und das Wort. Von der Verpflichtung, den Mund aufzumachen. Eine Rede, Edition Syndikat, Karlsruhe, 2013, ISBN 978-3-88190-737-8
- Meister Marios Geschichte. Wie die Marionetten aus der Reihe tanzten. Illustrationen von Anja Maria Eisen. Hanser, München, 2013, ISBN 978-3-446-24309-5 (Kinderbuch)
- als Herausgeber und Mitautor: Sechs Sterne – Reisen. Ars vivendi verlag, Cadolzburg, 2015, ISBN 978-3-86913-498-7 (Kurzgeschichten von Franz Hohler, Root Leeb, Monika Helfer, Michael Köhlmeier, Nataša Dragnić und Rafik Schami)
- Sophia oder Der Anfang aller Geschichten. Roman. Hanser, München, 2015, ISBN 978-3-446-24941-7
- Ich wollte nur Geschichten erzählen. Mosaik der Fremde. Verlag Hans Schiler, Berlin, 2017, ISBN 978-3-89930-170-0
- Sami und der Wunsch nach Freiheit. Roman. Beltz, Weinheim / Basel, 2017, ISBN 978-3-407-82319-9

## Magyarul
- Szofia avagy Minden történet kezdete; ford. Nádori Lídia; Lábnyom, Bp., 2018 ISBN 978-615-803177-6

## Fordítás
- Ez a szócikk részben vagy egészben  a   Rafik Schami című német Wikipédia-szócikk ezen változatának fordításán alapul.  Az eredeti cikk szerkesztőit annak laptörténete sorolja fel. Ez a jelzés csupán a megfogalmazás eredetét és a szerzői jogokat jelzi, nem szolgál a cikkben szereplő információk forrásmegjelöléseként.